# Sydlig tapetserargeting
Sydlig tapetserargeting (Discoelius zonalis) är en stekelart som först beskrevs av Georg Wolfgang Franz Panzer 1801. Enligt Catalogue of Life ingår sydlig tapetserargeting i släktet tapetserargetingar och familjen Eumenidae, men enligt Dyntaxa är tillhörigheten istället släktet tapetserargetingar och familjen getingar. Arten är reproducerande i Sverige. Inga underarter finns listade i Catalogue of Life.